# 花亦芬
花亦芬是台灣歷史學者，畢業於德國科隆大學，主要研究為歐洲文化、藝術史以及轉型正義。現為國立臺灣大學歷史學系教授，曾任促進轉型正義委員會、不當黨產處理委員會之兼任委員。

## 生平
花亦芬在臺灣大學歷史系畢業後前往西德科隆大學留學，並在當時見證了柏林圍牆倒塌。而兩德統一後德國國內的除垢政策，成為花亦芬鑽研轉型正義的契機。
他在科隆大學畢業後回台任教，並在太陽花學運時為推廣學術歷史而成立「歷史學柑仔店」。他也針對二二八事件以及臺灣白色恐怖時期撰寫轉型正義的書籍，望能藉此讓大眾了解轉型正義。
有鑑於花亦芬對於轉型正義上的研究，2017年時，不當黨產處理委員會將花亦芬列為兼任委員。隔年促進轉型正義委員會成立，時任行政院院長賴清德亦提名花亦芬擔任促轉會委員。

## 家庭
花亦芬的弟弟花敬群為政治人物，曾任內政部政務次長、代理部長。